# Natalia Ginzburg
Natalia Ginzburg (nascida Natalia Levi) (Palermo, 14 de julho de 1916 — Roma, 6/7 de outubro de 1991) foi uma escritora e tradutora italiana.
Natalia nasceu na capital da Sicília, ainda que sua família tenha mudado diversas vezes de cidade durante sua infância e adolescência. Com a ascensão do movimento de extrema direita na Itália, a família engajou-se na luta antifascista. O pai, Giuseppe Levi, professor universitário, e seus três irmãos foram presos pelo totalitarismo de Mussolini.

## Obras literárias
- O caminho da cidade - no original La strada che va in città (1942)
- Foi assim - no original È stato così (1947)
- Tutti i nostri ieri (Todas as nossas lembranças ou Todos os nossos ontens), 1952, romance - publicado no Brasil pela Círculo do Livro e pela Companhia das Letras
- Valentino (1957)
- Sagittario (1957)
- Le voci della sera (1961)
- Le piccole virtú (As pequenas virtudes), 1962, crônicas - publicado no Brasil pela Companhia das Letras
- Lessico famigliare (Léxico familiar), 1963, romance - publicado no Brasil inicialmente pela Cosac Naify e posteriormente pela Companhia das Letras
- Mai devi domandarmi (1970)
- Caro Michele (1973), romance epistolar - publicado no Brasil pela Cosac Naify
- Vita immaginaria (1974)
- Famiglia (Família), 1977, contos - publicado no Brasil pela José Olympio
- La famiglia Manzoni (A família Manzoni), 1983, romance - publicado no Brasil pela Companhia das Letras
- La città e la casa (1984)